# Успешное
Успе́шное (до 1948 года Кир-Кула́ч; укр. Успішне, крымскотат. Qır Qulaç, Къыр Къулач) — исчезнувшее село в Черноморском районе Республики Крым, располагавшееся в центре района, в степной части Крыма, примерно в полутора километрах северо-восточнее современного села Внуково.

### Динамика численности населения
| - 1806 год — 195 чел. - 1864 год — 33 чел. - 1889 год — 68 чел. - 1892 год — 37 чел. | - 1900 год — 106 чел. - 1915 год — 10/20 чел. - 1926 год — 162 чел. - 1939 год — 176 чел. |

## История
Первое документальное упоминание сёл встречается в Камеральном Описании Крыма… 1784 года, судя по которому, в последний период Крымского ханства Кыр Лар входил в Тарханский кадылык Козловскаго каймаканства. После присоединения Крыма к России (8) 19 апреля 1783 года, (8) 19 февраля 1784 года, именным указом Екатерины II сенату, на территории бывшего Крымского ханства была образована Таврическая область и деревня была приписана к Евпаторийскому уезду. После павловских реформ, с 1796 по 1802 год входила в Акмечетский уезд Новороссийской губернии. По новому административному делению, после создания 8 (20) октября 1802 года Таврической губернии, Кир-Кулач был включён в состав Яшпетской волости Евпаторийского уезда.
По Ведомости о волостях и селениях, в Евпаторийском уезде с показанием числа дворов и душ… от 19 апреля 1806 года, в деревне Кир-кулач числилось 28 дворов, 190 крымских татар и 5 цыган. На военно-топографической карте генерал-майора Мухина 1817 года деревня Киркулач обозначена с 30 дворами. После реформы волостного деления 1829 года Кирк Кулач, согласно «Ведомости о казённых волостях Таврической губернии 1829 года» остался в составе Яшпекской волости. На карте 1836 года в деревне Кырк-Кулач 37 дворов, как и на карте 1842 года.
В 1860-х годах, после земской реформы Александра II, деревню приписали к Курман-Аджинской волости. Согласно «Памятной книжке Таврической губернии за 1867 год», деревня Киркулач была покинута, в результате эмиграции крымских татар, особенно массовой после Крымской войны 1853—1856 годов, в Турцию и стояла без новых поселенцев. В «Списке населённых мест Таврической губернии по сведениям 1864 года», составленном по результатам VIII ревизии 1864 года, Кырк-Кулач — владельческая татарская деревня, с 8 дворами, 33 жителями и мечетью при колодцах. По обследованиям профессора А. Н. Козловского 1867 года, вода в колодцах деревни была пресная, а их глубина колебалась от 42 до 30 саженей (42—64 м). На трехверстовой карте Шуберта 1865—1876 года в деревне Кырк-Кулач те же 8 дворов. В «Памятной книге Таврической губернии 1889 года», по результатам Х ревизии 1887 года, в деревне Киркулчак числилось 11 дворов и 68 жителей. Согласно «…Памятной книжке Таврической губернии на 1892 год», в деревне Киркулач, входившей в Киркулачский участок, было 37 жителей в 7 домохозяйствах.
Земская реформа 1890-х годов в Евпаторийском уезде прошла после 1892 года, в результате Кир-Кулач приписали к Донузлавской волости.
По «…Памятной книжке Таврической губернии на 1900 год» в деревне числилось 106 жителей в 7 дворах. На 1914 год в селении действовала земская школа. По Статистическому справочнику Таврической губернии. Ч.II-я. Статистический очерк, выпуск пятый Евпаторийский уезд, 1915 год, в экономии Кырк-Кулач (В. И. Мельникова) Донузлавской волости Евпаторийского уезда числился 1 двор с русскими жителями в количестве 10 человек приписного населения и 20 — «постороннего», из которых 21 мужчина и 9 женщин. К экономии было приписано 334 десятины удобной земли, в хозяйстве имелось 23 лошади, 61 вол, 8 коров и 518 голов мелкого скота.
После установления в Крыму Советской власти, по постановлению Крымревкома от 8 января 1921 года № 206 «Об изменении административных границ» была упразднена волостная система и образован Евпаторийский уезд, в котором создан Ак-Мечетский район и село вошло в его состав, а в 1922 году уезды получили название округов. 11 октября 1923 года, согласно постановлению ВЦИК, в административное деление Крымской АССР были внесены изменения, в результате которых округа были отменены, Ак-Мечетский район упразднён и село вошло в состав Евпаторийского района. Согласно Списку населённых пунктов Крымской АССР по Всесоюзной переписи 17 декабря 1926 года, в селе Кир-Кулач, Ак-Коджинского сельсовета Евпаторийского района, числилось 40 дворов, из них 38 крестьянских, население составляло 162 человека, из них 101 татарин, 60 русских, 1 украинец. По постановлению КрымЦИКа от 30 октября 1930 года «О реорганизации сети районов Крымской АССР», был восстановлен Ак-Мечетский район (по другим данным 15 сентября 1931 года) и село вновь включили в его состав. По данным всесоюзной переписи населения 1939 года в селе проживало 176 человек.
В 1944 году, после освобождения Крыма от фашистов, согласно Постановлению ГКО № 5859 от 11 мая 1944 года, 18 мая крымские татары были депортированы в Среднюю Азию, из села выселено 80 семей.
С 25 июня 1946 года Яшпек в составе Крымской области РСФСР. Указом Президиума Верховного Совета РСФСР от 18 мая 1948 года, Кир-Кулач переименовали в Успешное. 26 апреля 1954 года Крымская область была передана из состава РСФСР в состав УССР. С начала 1950-х годов, в ходе второй волны переселения (в свете постановления № ГОКО-6372с «О переселении колхозников в районы Крыма»), в Черноморский район приезжали переселенцы из различных областей Украины. Время включения в Кировский сельсовет пока не установлено: на 15 июня 1960 года Низовка уже числилась в его составе. Ликвидировано в период между 1968 годом, когда село ещё числилось в составе Кировского сельского совета и 1977-м, когда Успешное уже числилось в списке упразднённых.